# Березний Андрій Вікторович
Андрій Вікторович Березний (4 грудня 1958, Київ, Українська РСР, СРСР — 17 вересня 2022, Київ, Україна) — український економіст, дипломат.

## Освіта
У 1989 р. закінчив Військово-дипломатичну академію Радянської Армії (Москва).
У 1981 р. закінчив Київське вище зенітне ракетне інженерне училище (Київ).
У 1996 р. був слухачем курсу із торговельної політики у Джорджтаунському університеті (Вашингтон, США).
Володіння мовами: німецька мова, англійська мова, російська мова.

## Біографія
8.1976 — 06.1992 — служба у Радянській армії СРСР і Збройних Силах України. (В цей час, із 1985 по 1986 рр. відповідно до щотримісячної ротації між чотирма країнами-переможцями у Другій світовій війні був у складі адміністрації від СРСР (заст. директора) Міжсоюзницької в'язниці для нацистських військових злочинців Шпандау в Західному Берліні).
7.1992 — 09.1995 — Міністерство зовнішньо-економічних зв'язків України: експерт, економіст, начальник відділу, заст. начальника управління.
9.1994 — 07.1997 — начальник упр-ня багатостороннього співробітництва Міністерство зовнішньо-економічних зв'язків і торгівлі України, вик. секретар Міжвідомчої комісії зі вступу України до СОТ.
6.1998 по 10.1998 — заст. директора ЗАТ «Юрфірма „Спектор та партнери“».
10.1998 — 05.1999 — начальник Департаменту Зовнішньоекономічної діяльності (ЗЕД) НАК «Нафтогаз України».
6.1999 — 02.2000 — директор ЗАТ «Національна газова компанія» м. Київ.
3.2000 — 10.2003 — керівник ТЕМ у складі Посольства України в Швейцарській Конфедерації.
10.2003 — 14.06.2005 — заступник Міністра економіки та з питань європейської інтеграції України (в урядах В.Януковича і Ю.Тимошенко).
14.06.2005 — 11.2006 — заступник Міністра економіки України.
2.2007 — 06.2007 — радник ВАТ «Машинобудівельний завод „Факел“» м. Київ.
1.2008 — 06.2009 — директор з корпоративного управління та контролю ЗАТ «УМЗ» (МТС Україна).
10.2009 — 03.2010 — директор з розвитку ТОВ «Асоціація експортерів та імпортерів ЗЕД».
31.05.2010 по 5.03.2014 — Надзвичайний та Повноважний Посол України в Республіці Австрія.

## Нагороди
- Орден «За заслуги» III ступеня за внесок у забезпечення інтеграції України до Світової організації торгівлі[8]